# يوشيكازو ايواموتو
يوشيكازو ايواموتو هو موسيقي ياباني، ولد في 1945.